# We Are the Grand
We Are The Grand es una banda de rock formada en el 2009 en la ciudad de Santiago (Chile). Conocidos por su estilo rock, pop, con tintes indie influenciados por bandas de los años 1980 y 1990. Han participado en festivales como Lollapalooza Chile (2012, 2014, 2017); Vive Latino (2014, 2017), SXSW, Festival Frontera, Liverpool Sound City, RMX 212, Feria Pulsar, Cumbre del Rock Chileno, además de giras por Chile, Perú, México, Inglaterra y Estados Unidos. 
Han editado 3 EP: The Grand (2009), Chasing Lights (2010) y Reversiones Vol1 (2021) y 3 discos LP titulados: Until The Morning (2012), Volver (2016) y Raíz (2018) siendo los dos últimos los que les han brindado reconocimiento en su estilo, potenciando un meteórico despegue en la escena nacional y latinoamericana.

## Historia
We Are The Grand se formó en el 2009 en la ciudad de Santiago. Conformada originalmente por Sebastián Gallardo (voz - guitarra) quien en un comienzo - para un proyecto universitario - compone junto a Ricardo Bustos (bajo) lo que serían las primeras canciones de "The Grand"1. Posteriormente se unirían Fernando Lamas (guitarra) y Matías Peralta (batería) completando la agrupación. 
La banda comienza a presentarse en escenarios locales durante el año 2009 teniendo una excelente recepción por parte del público. Las canciones en un principio eran en inglés, lo cual posicionó a la banda como uno de los primeros grupos independientes en incursionar en la escena con canciones en ese idioma, atrayendo de esa manera una fuerte afluencia de seguidores.
En ese mismo año lanzan su primer EP titulado "The Grand", caracterizado por tener influencia del indie rock post 2000, similar a grupos como Arctic Monkeys, entre otros. El sencillo "Janet Brunete" es con el cual comienzan a darse a conocer en el circuito independiente.
A fines del 2009 la banda se traslada a Liverpool, Inglaterra por tiempo indefinido con la intención de proyectar su carrera en el país europeo. Durante su estadía, la banda lanza su segundo EP "Chasing Lights". Canciones como "Faint", "Forgotten Boy" y "Save Me" son las más reconocidas de aquella época, y ayudaron a mantener a sus seguidores expectantes por su regreso a Chile. La crítica comienza a hablar de esta banda de jóvenes músicos - que encontrándose en Liverpool - comienza a sorprender con su música y su actividad.
El 2011 la banda regresa a Chile con actividades y presentaciones intermitentes, ya que Sebastián Gallardo permanece en Liverpool terminando sus estudios de producción musical en el LIPA (Liverpool Institute Of Performing Arts).
El 2012 la banda se presenta por primera vez en Lollapalooza Chile. Después de esta participación realizan una gira por Chile y comienzan a trabajar en lo que sería su álbum debut "Until The Morning", el cual se publicaría a fines de 2012.
En 2013 se integra Juan Aguirre remplazando a Ricardo Bustos (Bajo). Con esta nueva formación "WATG" comienza a girar por Chile, Perú, México y EE.UU (SXSW), instancias en las que la banda presenta su disco debut, reconocido por sencillos como "Ecstasy", "Redemption" y "Save The Bullets". Ese mismo año la banda confirma su participación para la quinta edición de Lollapalooza Chile 2014.
El 2014 estará marcado por la participación en Lollapalooza Chile, Vive Latino 2014 y una serie de teloneos a bandas como: The Killers, Babasonicos y Imagine Dragons, además de una gira por Chile, Perú y México junto a Lucybell.
El 2015 la banda viaja a Los Ángeles, EE. UU. para grabar su álbum "Volver" en los estudios "The Sound Factory" con la producción de los ingenieros Ettore Grenci y Sebastian Rehbein.
En 2016 We Are The Grand lanza "Volver" en el Teatro Nescafe de las Artes. Tras un lanzamiento que fue considerado como uno de los mejores conciertos del año en Chile2, la banda comienza un ascenso meteórico en la escena nacional y se posiciona como las bandas más escuchadas del año en radios de Chile, Perú y México con sencillos como: "Soy", "Al Despertar", "Pienso en Ti" y Dos" (canción que cuenta con la participación de Francisca Valenzuela). Con este álbum, la agrupación incursiona por primera vez en el español como idioma principal y comienza a adquirir sonidos más ligados al pop. Ese mismo año la banda abre el concierto de Aerosmith en Chile y es confirmada para su participación en Vive Latino 2017.
Tras el éxito del aclamado álbum "Volver" , We Are The Grand comienza el 2017 siendo parte de festivales como: Festival Frontera, Cumbre del Rock Chileno y Vive Latino 2017, además de una gira por Chile y México. La banda es confirmada para Lollapalooza Chicago 2017 y realiza un exitoso concierto en el Teatro La Cúpula.
A mediados del 2017 y con una nueva formación, We Are The Grand publica un nuevo sencillo titulado "Vientos"4, adelanto del tercer álbum de la banda nacional.
El segundo sencillo es "Arráncame", producción estrenada a fines de 2017. 
Durante el verano de 2018 la banda se presentó en distintas ciudades de Chile compartiendo con bandas como Miranda!, Saiko y Lucybell, siendo además, parte de festivales como Cumbre del Rock Chileno, "Semana Peñaflorina" y "FIIS Concepción". Luego del lanzamiento de su tercer disco "Raíz", acompañado de un show de lanzamiento en el icónico Teatro Novedades, la banda viaja a México, país en el que estuvieron girando por más de 6 meses. 
En 2019 regresan a Chile para presentarse en una serie de festivales entre los que destacan Festival REC 2019, entre otros. 
Durante el 2020, la banda se enfoca principalmente en trabajar en su cuarto disco de larga duración. No obstante, durante este tiempo se presentan en distintos festivales vía streaming como el "Festival Vívela" a mediados del mismo año y publican un EP de reversiones titulado: "Reversiones Vol1", en el que cuentan con la participación de Nicole y Arroba Nat. Luego de un año y medio sin presentarse de manera presencial, la banda confirma uno de los primeros conciertos con público en Chile, tras meses de inactividad producto de la pandemia. Este concierto se realiza en el Teatro Regional del Biobío en Concepción. Posteriormente anuncian su regreso a los escenarios tras un concierto en el teatro Matucana 100 en Santiago.

## Integrantes

### Formación
- Sebastián Gallardo - vocalista, guitarra (2009 - presente)
- Fernando Lamas - guitarra, coros (2009 - presente)
- Sebastián Lira - bajo, coros (2017-presente)
- Benjamín Galdames - batería (2017-presente)

### Exintegrantes
- Matías Peralta - batería (2009-2017)
- Juan Aguirre - bajo (2013-2017)
- Ricardo Bustos - bajo (2009-2013)

## Discografía

### Álbumes de estudio
- 2012: "Until the Morning"
- 2016: "Volver"
- 2018: "Raíz"
- 2024: "Corazón negro"

### EP
- 2009: "The Grand"
- 2010: "Chasing Lights"
- 2021: "Reversiones Vol1"